# درع التطبيقات
AppArmor وهو وحدة أمان للنواة لينكس. حر ومفتوح المصدر ويصدر تحت رخصة جنو العمومية. وتم دمجه مع نواة لينكس بشكل افتراضي بدءاً من الإصدار رقم 2.6.36 في يوليو 2010.

## وصلات خارجية ومصادر
1. ↑  AppArmor History - AppArmor نسخة محفوظة 17 نوفمبر 2017 على موقع واي باك مشين.

- http://wiki.apparmor.net/index.php/Main_Page

## روابط خارجية
- AppArmor على موقع Free Software Directory (الإنجليزية)